# Wojciech Natanson
Wojciech Natanson pseudonim Leszczyński (ur. 7 lipca 1904 w Krakowie, zm. 2 sierpnia 1996 w Warszawie) – polski pisarz, krytyk teatralny, tłumacz.

## Życiorys
Syn Władysława, polskiego fizyka. Był uczniem II Liceum im. Króla Jana III Sobieskiego w Krakowie, studiował prawo na Uniwersytecie Jagiellońskim oraz prawo międzynarodowe i romanistykę na Sorbonie. W okresie międzywojennym publikował w krakowskiej „Gazecie Literackiej”. W czasie okupacji działał w podziemiu, był żołnierzem Armii Krajowej, współpracownikiem Biura Informacji i Propagandy AK, uczestnikiem powstania warszawskiego. W latach 1946–1950 redagował „Listy z Teatru”. Pracował jako kierownik literacki w Teatrze Starym w Krakowie (1945–1946), w Teatrze Śląskim w Katowicach (1949–1950), w Teatrze Ludowym w Warszawie (1956–1961) oraz w Teatrze Rozmaitości (1986–1991). Pisał recenzje między innymi do czasopism „Teatr”, „Słowo Powszechne”, „Kierunki” i „Życie Warszawy”.

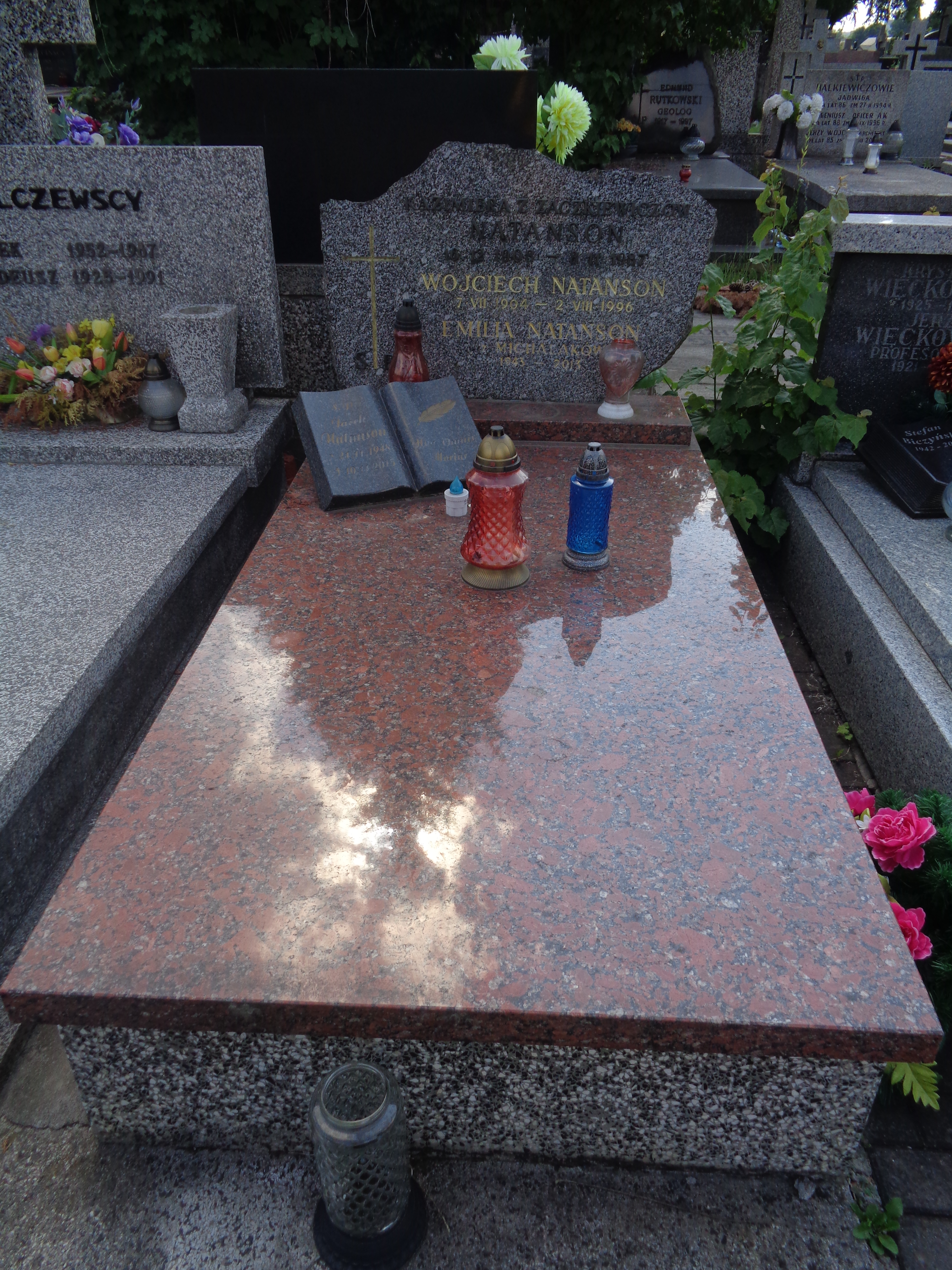
Grób Wojciecha Natansona na starym cmentarzu na Służewie

Był autorem recenzji i felietonów między innymi o twórczości Stefana Żeromskiego, Stanisława Wyspiańskiego i Karola Wojtyły. Przetłumaczył między innymi Caligulę Alberta Camusa.
Został pochowany na starym cmentarzu na Służewie w Warszawie. Jego synem był Jacek Natanson (1948–2015).

## Wybrana twórczość
- Wojciech Natanson: Boy-Żeleński, opowieść biograficzna, Ludowa Spółdzielnia Wydawnicza, Warszawa 1983 ISBN 83-205-3411-9.
- Wojciech Natanson: Sekrety fredrowskie, Ludowa Spółdzielnia Wydawnicza, Warszawa 1984, Wyd. 2, ISBN 83-205-3556-5.
- Wojciech Natanson: Hierarchie i sylwety, Ludowa Spółdzielnia Wydawnicza, Warszawa 1985, Wyd. 1, ISBN 83-205-3602-2.
- Albert Camus: Dramaty, przełożył Wojciech Natanson, Wyd. Literackie, Kraków 1987, ISBN 83-08-01636-7.
- Paul Verlaine: Poezje wybrane, wyboru dokonał i wstępem opatrzył Wojciech Natanson, Ludowa Spółdzielnia Wydawnicza, Warszawa 1978
- Juliusz Verne: Łowcy meteorów, przeł. Wojciech Natanson, ilustr. Daniel Mróz, Nasza Księgarnia, Warszawa 1979, Wyd. 4, ISBN 83-10-07721-1.